# Dunaszeg
Dunaszeg là một thị trấn thuộc hạt Győr-Moson-Sopron, Hungary. Thị trấn này có diện tích 17,26 km², dân số năm 2010 là 1996 người, mật độ 116 người/km².